# Kopaczów
Kopaczów (německy Oberullersdorf) je polská vesnice ležící v Dolnoslezském vojvodství v okrese Zhořelec. Je součástí gminy Bogatynia, leží čtyři kilometry jihovýchodně od centra Žitavy přímo na české hranici. Do regulace hranic v roku 1849 tvořila s českým Oldřichovem na Hranicích fakticky jednu vesnici, od té doby byl dnešní Kopaczów v Sasku (část Horní Lužice), resp. v Německu.. Po roce 1945 připadl Kopaczów Polsku coby součást Dolního Slezska. Hranici mezi Českou republikou a Polskem tvoří cesta, kterou místní zvali neutrálka a kterou dlouho používali lidé z obou stran hranice. 
Za druhé světové války založili Němci v Kopaczově pracovní tábor (Unterkunftslager Oberullersdorf). Přebývali v něm převážně belgičtí vězňové. Tábor byl zlikvidován v dubnu 1945 .